# Juin 1920

## Événements
- À la suite du rapport de la commission Milner, des négociations s’ouvrent à Londres entre le gouvernement britannique, le Wafd et les représentants du gouvernement égyptien. Londres propose un abandon du protectorat mais demande la reconnaissance des intérêts britanniques en Égypte. Saad Zaghlul veut obtenir davantage en faveur de l’indépendance, ce qui entraîne la rupture des pourparlers en octobre.
- Deuxième offensive turque en Cilicie contre les Français (fin en février 1921). Combats incertains, en particulier à Aïn-Tab, qui reste partagée.

- 1er juin : Adolfo de la Huerta devient président intérimaire du Mexique après la mort de Carranza.

- 2 juin : révolte tribale en Irak préparée par les notables chiites contre le gouvernement militaire britannique. Chassés de la région du Moyen-Euphrate, les Britanniques n’en reprennent le contrôle qu’après plusieurs mois de combats, faisant plus de 8000 morts du côté irakien. Le coup financier de la reprise en main militaire est considérable. Le mouvement insurrectionnel échoue en raison des divisions politiques. Les grands shaykhs rivaux du sud sont restés fidèles à la Grande-Bretagne, comme les nationalistes arabes d’origine irakienne chassés de Damas par les Français. Les Britanniques doivent créer un gouvernement autonome avec à sa tête le roi hachémite Fayçal.

- 4 juin : traité de Trianon entre la Hongrie et les Alliés. La Hongrie est démembrée au profit de la Tchécoslovaquie, de la Roumanie, de la Yougoslavie et de l’Autriche.

- 6 juin : 
  - Création du chemin de fer Canadien National.
  - élection au Reichstag en Allemagne. La « coalition de Weimar (SPD, Zentrum, DDP) perd du terrain et doit trouver un appui à droite auprès du parti populiste de Gustav Stresemann. Instabilité ministérielle en Allemagne (sept cabinets de juin 1920 à mai 1924).

- 22 juin : offensive grecque contre les kémalistes en Turquie avec l’accord des Alliés.

- 25 juin, France : création d'une taxe sur le chiffre d’affaires.

- 30 juin : Sir Herbert Samuel, libéral de confession juive favorable au sionisme, est nommé haut-commissaire civil en Palestine. Il considère que la puissance publique ne doit pas intervenir pour financer le foyer national juif mais seulement permettre les conditions de son épanouissement. Il octroie ainsi des terres et des concessions industrielles aux sionistes et délivre des certificats d’émigration aux Juifs de Russie qui fuient la guerre civile. En août, il amnistie les personnalités arabes condamnées à la suite des émeutes d’avril.

## Naissances
- 7 juin : Georges Marchais, homme politique (PCF), français († 16 novembre 1997).
- 10 juin : Domingo Dominguín, matador espagnol († 12 avril 1975).
- 13 juin : Désiré Keteleer, coureur cycliste belge († 17 septembre 1970).
- 14 juin : Mihai Brediceanu, compositeur, chef d'orchestre et musicologue roumain († 4 mars 2005).
- 16 juin : José López Portillo, président du Mexique entre 1976 et 1982 († 17 février 2004).
- 23 juin : Karel Voous, ornithologue néerlandais († 2002).
- 26 juin : Othman Kechrid, homme politique tunisien († 23 février 2021).
- 27 juin : Charles-Amarin Brand, évêque catholique français, archevêque émérite de Strasbourg († 31 mars 2013).

## Décès
- 6 juin : James Dunsmuir, premier ministre de la Colombie-Britannique.
- 14 juin :
  - Réjane (Gabrielle Réju), actrice française (° 6 juin 1856).
  - Max Weber, sociologue allemand († 21 avril 1864).
- 15 juin : Gaston Carraud, compositeur français (° 20 juillet 1864).
- 25 juin : Anatolie Popa, militaire soviétique (° 15 mars 1896).
- 27 juin : Adolphe-Basile Routhier, auteur des paroles du O Canada (º 8 mai 1839).